# Список глав правительства Таджикистана
Список глав правительства Таджикистана включает лиц, являвшихся главами правительства Таджикистана со времени создания в 1924 году Таджикской АССР как автономной республики в составе союзной Узбекской ССР, объединившей территории бывших Туркестанской АССР, Хорезмской ССР и Бухарской ССР, разделившихся на союзные и автономные республики в ходе национально-территориального размежевания Средней Азии.
Согласно действующей конституции, вступившей в силу в 1994 году, главой правительства страны является Премьер-министр Республики Таджикистан (тадж. Сарвазири Ҷумҳурии Тоҷикистон), назначаемый президентом с утверждения обеих палат Маджлиси Оли (парламента).
Использованная в первом столбце таблиц нумерация является условной; также условным является использование в первом столбце цветовой заливки, служащей для упрощения восприятия принадлежности лиц к различным политическим силам без необходимости обращения к столбцу, отражающему партийную принадлежность. Наряду с партийной принадлежностью, в столбце «Партия» также отражён беспартийный статус персоналий. В столбце «Выборы» отражены состоявшиеся выборные процедуры или иные основания получения полномочий главы государства, утвердившего после своего вступления в должность главу правительства. Для удобства список разделён на принятые в историографии периоды истории страны. Приведённые в преамбулах к каждому из разделов описания этих периодов призваны пояснить особенности её политической жизни.
В XX веке таджикская письменность 3 раза меняла графическую основу официально используемого алфавита (арабскую до 1930 года, латинскую до 1940 года и кириллическую по сей день), что отражало как потребности носителей языка, так и политическую конъюнктуру. По возможности, таджикские имена и наименования государственных должностей и самого государства, приведены в списке с учётом использовавшейся в соответствующий период письменности.

## Таджикская АССР (1924—1929) в составе УзССР
В апреле 1917 года после Февральской революции в России власть в регионе перешла к Туркестанскому комитету Временного правительства. Параллельно с этим в Туркестане появились как Советы рабочих и солдатских депутатов, начавшие подготовку к реализации новой революции, так и местные националистические организации. Так, 1 (14) ноября в результате вспыхнувшего восстания в Ташкенте была провозглашена советская власть, предложение местных мусульман о создании коалиционного правительства которой было отвергнуто. В связи с этим 28 ноября (11 декабря) недалеко от Ташкента, в Коканде, в противовес большевикам была провозглашена Кокандская автономия в составе Российской республики, возглавлявшаяся Туркестанским автономным правительством. После уличных боёв 9 (22) февраля 1918 года красногвардейские отряды взяли Коканд, упразднив автономию. 30 апреля Всетуркестанский съезд Советов провозгласил автономией в составе РСФСР Туркестанскую Советскую Федеративную Республику, включившую территорию Туркестанского края. В феврале председатель Туркестанского СНК попытался установить в Бухарском эмирате советскую власть, однако получил отпор от местных войск эмира. В сентябре 1920 года Туркестанский фронт РККА во главе с Михаилом Фрунзе захватил Бухару, где 8 октября была провозглашена Бухарская народная советская республика, преобразованная в сентябре 1924 года в Бухарскую ССР в составе СССР. Ранее, в апреле, в результате восстания в столице Хивинского ханства большевиками была провозглашена Хорезмская НСР, позже вошедшая в состав СССР как Хорезмская ССР.
12 июня 1924 года Среднеазиатское бюро ЦК РКП(б) издало постановление «О национальном размежевании республик Средней Азии». В сентябре Туркестанский ЦИК, Всебухарский и Всехорезмский курултаи (съезды) Советов приняли решение объединить населяющие их народы в государственные образования на основе национального принципа и о будущем вхождении этих образований на договорных началах в СССР. 27 октября ЦИК СССР утвердил принятые ранее решения — из частей Туркестанской АССР, Бухарской и Хорезмской ССР была образована Узбекская ССР, в которую также входила Таджикская Автономная Социалистическая Советская Республика (тадж. جمهورية طاجيكستان السوفيتية الاشتراكية المتمتعة بالحكم الذاتي). 26 ноября в республике был создан Революционный комитет (Ревком). 13 мая 1925 года государственное образование, являвшееся через УзССР частью СССР, вошло в его состав как союзная республика, распространив на своей территории действие Договора об образовании СССР. В декабре 1926 года на I Всетаджикском съезде Советов избран Центральный исполнительный комитет, сменивший Ревком, и сформирован Совет народных комиссаров — правительство Таджикистана. 28 апреля 1929 года в республике была принята первая конституция. 16 октября Таджикская АССР преобразовалась в союзную республику СССР.
|        | Портрет | Имя (годы жизни)                                                                           | Полномочия      | Полномочия      | Партия                                            | Наименование должности | Пр.    |
| Начало | Портрет | Имя (годы жизни)                                                                           | Окончание       |                 | Партия                                            | Наименование должности | Пр.    |
| ------ | ------- | ------------------------------------------------------------------------------------------ | --------------- | --------------- | ------------------------------------------------- | --- | ------ |
| 1      |         | Абдулкадыр Мухитдинович Мухитдинов (1892—1934) тадж. عبد القادر محي الدينوفيتش محي الدينوف | 16 декабря 1926 | 15 января 1929  | Коммунистическая партия (большевиков) Узбекистана | Председатель Совета народных комиссаров Таджикской Автономной Социалистической Советской Республики тадж. رئيس مجلس مفوضي الشعب في جمهورية طاجيكستان السوفيتية الاشتراكية المتمتعة بالحكم الذاتي | [ 15 ] |
| 2      |         | Абдурахим Ходжибаевич Ходжибаев (1904—1938) тадж. عبد الرحيم حجيبوييفيتش هوجيبويف          | 15 января 1929  | 16 октября 1929 | Коммунистическая партия (большевиков) Узбекистана | Председатель Совета народных комиссаров Таджикской Автономной Социалистической Советской Республики тадж. رئيس مجلس مفوضي الشعب في جمهورية طاجيكستان السوفيتية الاشتراكية المتمتعة بالحكم الذاتي | [ 16 ] |

## Таджикская ССР (1929—1991) в составе СССР
16 октября 1929 года Таджикская АССР преобразовалась в Таджикскую Социалистическую Советскую Республику (тадж. جمهورية طاجيكستان السوفيتية الاشتراكية), вошедшую 5 декабря в состав СССР как союзная республика. 5 декабря 1936 года на чрезвычайном VIII Всесоюзном съезде Советов была принята новая Конституция СССР, в которой было отражено новое название Таджикистана — Таджикская Советская Социалистическая Республика (тадж. Respuʙlikaji Sovetiji Sotsialistiji Toçikiston). В марте 1937 года VI Всетаджикский съезд Советов принял таджикскую конституцию, согласно которой высшим органом государственной власти в республике стал Верховный Совет, а исполнительной — Совет министров (СМ; СНК переименован в СМ в 1946 году).
В феврале 1990 года в Душанбе начались манифестации против советского руководства республики, быстро принявшие характер антирусских погромов. В ходе столкновений погибло более 20 человек, начался отток русского населения из страны. В ноябре на сессии Верховного Совета Таджикистана председатель Совета и секретарь ЦК КПТ Кахар Махкамов избран президентом советской республики. В августе 1991 года Махкамов поддержал действия ГКЧП в Москве, после чего 31 августа лишён полномочий президента. В тот же день Верховный Совет переименовал страну в «Республику Таджикистан», 9 сентября им провозглашена государственная независимость страны.
|             | Портрет         | Имя (годы жизни) | Полномочия      | Полномочия | Партия                                             | Наименование должности | Пр.           |
| Начало      | Портрет         | Имя (годы жизни) | Окончание       | | Партия                                             | Наименование должности | Пр.           |
| ----------- | --------------- | --- | --------------- | --- | -------------------------------------------------- | --- | ------------- |
| (2)         |                 | Абдурахим Ходжибаевич Ходжибаев (1904—1938) тадж. عبد الرحيم حجيبوييفيتش هوجيبويف / Abdurahim Hojiboyevich Hojiboev | 16 октября 1929 | 28 декабря 1933 | Коммунистическая партия (большевиков) Таджикистана | Председатель Совета народных комиссаров Таджикской Социалистической Советской Республики тадж. رئيس مجلس مفوضي الشعب في جمهورية طاجيكستان السوفيتية الاشتراكية / Raisi Respuʙlikaji Sotsialistiji Sovetiji Toçikiston Xalq Komissarlari Soveti | [ 16 ]        |
| 3 (I—II)    |                 | Абдулло Рахимбаевич Рахимбаев (1896—1938) тадж. Abdullo Raximboyevich Raximboyev                                    | 28 декабря 1933 | 5 декабря 1936 | Коммунистическая партия (большевиков) Таджикистана | Председатель Совета народных комиссаров Таджикской Социалистической Советской Республики тадж. رئيس مجلس مفوضي الشعب في جمهورية طاجيكستان السوفيتية الاشتراكية / Raisi Respuʙlikaji Sotsialistiji Sovetiji Toçikiston Xalq Komissarlari Soveti | [ 20 ] [ 21 ] |
| 3 (I—II)    | 5 декабря 1936  | Абдулло Рахимбаевич Рахимбаев (1896—1938) тадж. Abdullo Raximboyevich Raximboyev                                    | февраль 1937    | Председатель Совета народных комиссаров Таджикской Советской Социалистической Республики тадж. Raisi Respuʙlikaji Sovetiji Sotsialistiji Toçikiston Xalq Komissarlari Soveti / тадж. Раиси Шӯрои Комиссарони Халқии Республикаи Советии Социалистии Тоҷикистон | Коммунистическая партия (большевиков) Таджикистана | | [ 20 ] [ 21 ] |
| 4           |                 | Урумбай Ашурович Ашуров (1903—1938) тадж. Oʻrinboy Ashurovich Ashurov                                               | февраль 1937    | Председатель Совета народных комиссаров Таджикской Советской Социалистической Республики тадж. Raisi Respuʙlikaji Sovetiji Sotsialistiji Toçikiston Xalq Komissarlari Soveti / тадж. Раиси Шӯрои Комиссарони Халқии Республикаи Советии Социалистии Тоҷикистон | Коммунистическая партия (большевиков) Таджикистана | сентябрь 1937 | [ 22 ]        |
| 5           |                 | Мамадали Курбанович Курбанов (1905—1976) тадж. Маҳмадалӣ Қурбонович Қурбонов                                        | сентябрь 1937   | Председатель Совета народных комиссаров Таджикской Советской Социалистической Республики тадж. Raisi Respuʙlikaji Sovetiji Sotsialistiji Toçikiston Xalq Komissarlari Soveti / тадж. Раиси Шӯрои Комиссарони Халқии Республикаи Советии Социалистии Тоҷикистон | Коммунистическая партия (большевиков) Таджикистана | апрель 1946 | [ 23 ]        |
| 6           |                 | Джабар Расулович Расулов (1913—1982) тадж. Ҷаббор Расулович Расулов                                                 | апрель 1946     | 29 марта 1955 | Коммунистическая партия (большевиков) Таджикистана | Председатель Совета министров Таджикской Советской Социалистической Республики тадж. Раиси Шӯрои Вазирони Республикаи Советии Социалистии Тоҷикистон                                                                                           | [ 24 ] [ 25 ] |
| 7           |                 | Турсунбай Ульджабаевич Ульджабаев (1916—1988) тадж. Турсунбой Ӯлҷабоевич Ӯлҷабоев                                   | 29 марта 1955   | 25 мая 1956 | Коммунистическая партия Таджикистана               | Председатель Совета министров Таджикской Советской Социалистической Республики тадж. Раиси Шӯрои Вазирони Республикаи Советии Социалистии Тоҷикистон                                                                                           | [ 26 ] [ 27 ] |
| 8           |                 | Назаршо Додхудоевич Додхудоев (1915—2000) тадж. Назаршо Додхудоевич Додхудоев                                       | 25 мая 1956     | 12 апреля 1961 | Коммунистическая партия Таджикистана               | Председатель Совета министров Таджикской Советской Социалистической Республики тадж. Раиси Шӯрои Вазирони Республикаи Советии Социалистии Тоҷикистон                                                                                           | [ 28 ] [ 29 ] |
| 9           |                 | Абдулахад Кахарович Кахаров (1913—1984) тадж. Абдулаҳад Қаҳҳорович Қаҳҳоров                                         | 12 апреля 1961  | 24 июля 1973 | Коммунистическая партия Таджикистана               | Председатель Совета министров Таджикской Советской Социалистической Республики тадж. Раиси Шӯрои Вазирони Республикаи Советии Социалистии Тоҷикистон                                                                                           | [ 30 ] [ 31 ] |
| 10          |                 | Рахмон Набиевич Набиев (1930—1993) тадж. Раҳмон Набиевич Набиев                                                     | 24 июля 1973    | 20 апреля 1982 | Коммунистическая партия Таджикистана               | Председатель Совета министров Таджикской Советской Социалистической Республики тадж. Раиси Шӯрои Вазирони Республикаи Советии Социалистии Тоҷикистон                                                                                           | [ 32 ]        |
| 11 (I)      |                 | Кахар Махкамович Махкамов (1932—2016) тадж. Қаҳҳор Маҳкамович Маҳкамов                                              | 26 апреля 1982  | 26 января 1986 | Коммунистическая партия Таджикистана               | Председатель Совета министров Таджикской Советской Социалистической Республики тадж. Раиси Шӯрои Вазирони Республикаи Советии Социалистии Тоҷикистон                                                                                           | [ 33 ]        |
| 12 (I)      |                 | Изатулло Хаёевич Хаёев (1936—2015) тадж. Иззатулло Ҳаёевич Ҳаёев                                                    | 26 января 1986  | 6 декабря 1990 | Коммунистическая партия Таджикистана               | Председатель Совета министров Таджикской Советской Социалистической Республики тадж. Раиси Шӯрои Вазирони Республикаи Советии Социалистии Тоҷикистон                                                                                           | [ 34 ]        |
| 11 (II)     |                 | Кахар Махкамович Махкамов (1932—2016) тадж. Қаҳҳор Маҳкамович Маҳкамов                                              | 6 декабря 1990  | 25 июня 1991 | Коммунистическая партия Таджикистана               | Председатель Совета министров Таджикской Советской Социалистической Республики тадж. Раиси Шӯрои Вазирони Республикаи Советии Социалистии Тоҷикистон                                                                                           | [ 33 ]        |
| 12 (II—III) |                 | Изатулло Хаёевич Хаёев (1936—2015) тадж. Иззатулло Ҳаёевич Ҳаёев                                                    | 25 июня 1991    | 31 августа 1991 | Коммунистическая партия Таджикистана               | Премьер-министр Таджикской Советской Социалистической Республики Таджикистан тадж. Сарвазири Республикаи Советии Социалистии Тоҷикистон | [ 34 ]        |
| 12 (II—III) | 31 августа 1991 | Изатулло Хаёевич Хаёев (1936—2015) тадж. Иззатулло Ҳаёевич Ҳаёев                                                    | 9 сентября 1991 | Премьер-министр Республики Таджикистан тадж. Сарвазири Ҷумҳурии Тоҷикистон | Коммунистическая партия Таджикистана               | | [ 34 ]        |

## Республика Таджикистан (с 1991)
В ноябре 1990 года на сессии Верховного Совета Таджикской ССР председатель Совета и секретарь ЦК КПТ Кахар Махкамов избран президентом советской республики. В августе 1991 года Махкамов поддержал действия ГКЧП в Москве, после чего 31 августа лишён полномочий президента. В тот же день Верховный Совет переименовал страну в Республику Таджикистан (тадж. Ҷумҳурии Тоҷикистон), 9 сентября им провозглашена государственная независимость страны. В ноябре в Таджикистане прошли выборы, на которых президентом избран Рахмон Набиев — выходец из Ленинабадской (Ходжентской) области.
С проведением президентских выборов к власти пришли ходжентцы, которых поддерживали кулябцы, гиссары и узбеки. Оппозицией стали Демократическвя партия и Партия исламского возрождения. Весной 1992 года оппозиция взяла под контроль основные правительственные учреждения столицы. В мае под давлением оппозиции в стране было создано коалиционное правительство, однако столкновения продолжались, но уже на юге Таджикистана. Вскоре объекты промышленной и транспортной инфраструктуры были переданы миротворческим силам России. В сентябре Набиев подал в отставку. Противостояние переросло в гражданскую войну. В ноябре председателем Верховного Совета избран Эмомали Рахмонов, взявший на себя полномочия главы государства. В ноябре 1994 года в охваченной войной стране прошёл референдум о принятии новой Конституции, Основной закон приняло 95 % проголосовавших. Одновременно с этим, в Таджикистане проходили выборы, на которых одержал победу Рахмонов, избранный президентом страны. В 1997 году между сторонами был подписан мирный договор — гражданская война окончилась.
|           | Портрет         | Имя (годы жизни) | Полномочия       | Полномочия       | Партия                                      | Выборы          | Пр.    |
| Начало    | Портрет         | Имя (годы жизни) | Окончание        |                  | Партия                                      | Выборы          | Пр.    |
| --------- | --------------- | --- | ---------------- | ---------------- | ------------------------------------------- | --------------- | ------ |
| 12 (III)  |                 | Изатулло Хаёевич Хаёев (1936—2015) тадж. Иззатулло Ҳаёевич Ҳаёев                                                           | 9 сентября 1991  | 9 января 1992    | Социалистическая партия Таджикистана        | [ комм. 8 ]     | [ 34 ] |
| 13        |                 | Акбар Мирзоевич Мирзоев (1939—) тадж. Акбар Мирзоевич Мирзоев                                                              | 9 января 1992    | 21 сентября 1992 | беспартийный                                | 1991            | [ 37 ] |
| и. о.     |                 | Абдумалик Абдуллаевич Абдулладжанов (1949—) тадж. Абдумалик Абдуллоевич Абдуллоҷонов                                       | 21 сентября 1992 | 20 ноября 1992   | беспартийный                                | [ комм. 9 ]     | [ 38 ] |
| 14        | 20 ноября 1992  | Абдумалик Абдуллаевич Абдулладжанов (1949—) тадж. Абдумалик Абдуллоевич Абдуллоҷонов                                       | 18 декабря 1993  | [ комм. 10 ]     | беспартийный                                |                 | [ 38 ] |
| и. о.     |                 | Абдужалил Ахадович Самадов (1949—2004) тадж. Абдуҷалил Аҳадович Самадов                                                    | 18 декабря 1993  | [ комм. 10 ]     | беспартийный                                | 27 декабря 1993 | [ 39 ] |
| 15        | 27 декабря 1993 | Абдужалил Ахадович Самадов (1949—2004) тадж. Абдуҷалил Аҳадович Самадов                                                    | 2 декабря 1994   | [ комм. 10 ]     | беспартийный                                |                 | [ 39 ] |
| 16        |                 | Джамшед Хилолович Каримов (1940—) тадж. Ҷамшед Ҳилолович Каримов                                                           | 2 декабря 1994   | 8 февраля 1996   | беспартийный                                | 1994            | [ 40 ] |
| 17        |                 | Яхьё Нуридинович Азимов (1947—) тадж. Яҳё Нуриддинович Азимов                                                              | 8 февраля 1996   | 20 декабря 1999  | беспартийный                                | 1994            | [ 41 ] |
| 18 (I—II) |                 | Окил Гайбуллаевич Окилов (1944—) тадж. Оқил Ғайбуллаевич Оқилов                                                            | 20 декабря 1999  | 1 декабря 2006   | Народно-демократическая партия Таджикистана | 1999            | [ 42 ] |
| 18 (I—II) | 1 декабря 2006  | Окил Гайбуллаевич Окилов (1944—) тадж. Оқил Ғайбуллаевич Оқилов                                                            | 23 ноября 2013   | 1999             | Народно-демократическая партия Таджикистана |                 | [ 42 ] |
| 19 (I—II) |                 | Кохир Расулзада (1961—) тадж. Қоҳир Расулзода урожд. Абдукохир Абдурасулович Назиров тадж. Абдуқоҳир Абдурасулович Назиров | 23 ноября 2013   | 3 ноября 2020    | Народно-демократическая партия Таджикистана | 2013            | [ 43 ] |
| 19 (I—II) | 3 ноября 2020   | Кохир Расулзада (1961—) тадж. Қоҳир Расулзода урожд. Абдукохир Абдурасулович Назиров тадж. Абдуқоҳир Абдурасулович Назиров | действующий      | 2020             | Народно-демократическая партия Таджикистана |                 | [ 43 ] |